# Maicel Uibo
Maicel Uibo (* 27. Dezember 1992 in Põlva) ist ein estnischer Leichtathlet, der sich auf den Zehnkampf spezialisiert hat. 2019 gewann er die Silbermedaille bei den Weltmeisterschaften in Doha.

## Sportliche Laufbahn
Maicel Uibo startet seit 2009 in internationalen Wettkämpfen, damals noch im Hochsprung. Bei den U18-Weltmeisterschaften in Brixen belegte er mit übersprungenen 2,04 m den zehnten Platz. Ein Jahr später nahm er auf nationaler Ebene, neben dem Hochsprung, auch bereits an Wettkämpfen im Weitsprung und im Kugelstoßen teil und absolvierte seinen ersten Zehnkampf, bei dem er den zweiten Platz bei den nationalen U20-Meisterschaften belegte.
Nach dem Schulabschluss zog er in die Vereinigten Staaten und nahm dort, neben dem Studium, an Zehnkämpfen auf College-Ebene teil. Er qualifizierte sich für die Weltmeisterschaften 2013 in Moskau und nahm damit erstmals an Wettkämpfen im Erwachsenenbereich teil. Mit 7890 Punkte belegte er den 19. Platz. Zuvor trat er bei den U23-Europameisterschaften im finnischen Tampere im Weitsprung an. Dort scheiterte er mit 7,24 m in der Qualifikation. Zwei Jahre nach den Weltmeisterschaften von Moskau, trat er auch 2015 in Peking wieder an. Dort steigerte er seine Punktzahl im Vergleich zu Moskau um fast 400 Punkte, was am Ende den zehnten Platz für ihn bedeutete. In den Jahren 2014 und 2015 gewann Uibo zudem die US-College-Meisterschaften im Zehnkampf für die University of Georgia.
Bei den Olympischen Spielen 2016 in Rio de Janeiro kam er nur auf 7170 Punkte und insgesamt auf den 24. Platz. Grund hierfür waren 3 Fehlversuche im Kugelstoßen, und die daraus resultierenden 0 Punkte in dieser Disziplin. 2017 musste er sowohl bei den Halleneuropameisterschaften, als auch bei den Weltmeisterschaften seine Wettkämpfe abbrechen. Auch den Zehnkampf bei den Europameisterschaften 2018 in Berlin konnte er nicht beenden. Zuvor gewann er bei den Hallenweltmeisterschaften in Birmingham die Bronzemedaille im Siebenkampf. Mit 6265 Punkten stellte er dabei seine persönliche Bestleistung in der Halle auf, mit Verbesserungen in fünf der sieben Teildisziplinen.
Ein Jahr später stellte er mit dem Gewinn der Silbermedaille bei den Weltmeisterschaften in Doha seinen bislang größten sportlichen Erfolg auf. Er verbesserte seine Punktzahl aus dem Vorjahr vom Mehrkampfmeeting in Götzis um fast 100 Punkte auf 8604, mit Verbesserungen in drei Teildisziplinen.
2020 nahm Uibo während der Covid-19-Pandemie am 7. Juni von Clermont (Florida) aus am Ultimate Garden Clash teil. 2021 belegte er beim Mehrkampf-Meeting in Götzis mit 8157 Punkten den neunten Platz. Anfang August trat er zum zweiten Mal bei den Olympischen Sommerspielen an. In Tokio erreichte er 8034 Punkte und kam damit nicht über den 15. Platz hinaus. Während der Schlussfeier war er der Fahnenträger seiner Nation. 2022 nahm er in den USA erneut an den Weltmeisterschaften teil. Mit Saisonbestleistung von 8425 Punkten beendete er den Zehnkampf als Siebter. Einen Monat später belegte er bei den Europameisterschaften in München den fünften Platz.

## Wichtige Wettbewerbe
| Jahr                | Veranstaltung               | Ort                 | Platz               | Disziplin           | Punktzahl/Weite/Höhe |
| Startet für Estland | Startet für Estland         | Startet für Estland | Startet für Estland | Startet für Estland | Startet für Estland  |
| ------------------- | --------------------------- | ------------------- | ------------------- | ------------------- | -------------------- |
| 2009                | U18-Weltmeisterschaften     | Brixen              | 10.                 | Hochsprung          | 2,04 m               |
| 2013                | U23-Europameisterschaften   | Tampere             | 21.                 | Weitsprung          | 7,24 m               |
| 2013                | Weltmeisterschaften         | Moskau              | 19.                 | Zehnkampf           | 7850 Punkte          |
| 2015                | Weltmeisterschaften         | Peking              | 10.                 | Zehnkampf           | 8245 Punkte          |
| 2016                | Olympische Spiele           | Rio de Janeiro      | 24.                 | Zehnkampf           | 7170 Punkte          |
| 2017                | Halleneuropameisterschaften | Belgrad             |                     | Siebenkampf         | DNF                  |
| 2017                | Weltmeisterschaften         | London              |                     | Zehnkampf           | DNF                  |
| 2018                | Hallenweltmeisterschaften   | Birmingham          | 3.                  | Siebenkampf         | 6265 Punkte          |
| 2018                | Europameisterschaften       | Berlin              |                     | Zehnkampf           | DNF                  |
| 2019                | Weltmeisterschaften         | Doha                | 2.                  | Zehnkampf           | 8604 Punkte          |
| 2021                | Olympische Sommerspiele     | Tokio               | 15.                 | Zehnkampf           | 8037 Punkte          |
| 2022                | Weltmeisterschaften         | Eugene              | 7.                  | Zehnkampf           | 8425 Punkte          |
| 2022                | Europameisterschaften       | München             | 5.                  | Zehnkampf           | 8234 Punkte          |

## Privates
An der University of Georgia lernte er die 400-Meter-Läuferin Shaunae Miller von den Bahamas kennen. 2017 heirateten sie, seitdem trägt Miller den Doppelnamen Miller-Uibo. Sie wohnen gemeinsam in Athens, im Bundesstaat Georgia. Bei den Weltmeisterschaften 2019 wurden beide jeweils Vizeweltmeister in ihren Disziplinen.

## Persönliche Bestleistungen
(Stand: 1. August 2022)
- 100 Meter: 10,99 s (+ 1,8 m/s), 11. April 2013, Athen
- 400 m: 50,18 s, 7. August 2018, Berlin
- 1500 m: 4:25,53 min, 29. August 2015, Peking
- 110 m Hürden: 14,43 s (+ 0,2 m/s), 3. Oktober 2019, Doha
- Hochsprung: 2,18 m, 14. Mai 2015, Starkville
- Stabhochsprung: 5,50 m, 5. August 2021, Tokio
- Weitsprung: 7,82 m, 11. April 2013, Athen
- Kugelstoßen: 15,17 m, 23. Juli 2022, Eugene
- Diskuswurf: 49,14 m, 12. April 2013, Athens
- Speerwurf: 65,80 m, 30. Mai 2021, Götzis
- Siebenkampf (Halle): 6265, 3. März 2018, Birmingham
- Zehnkampf: 8604 Punkte, 3. Oktober 2019, Doha